# Rana arvalis

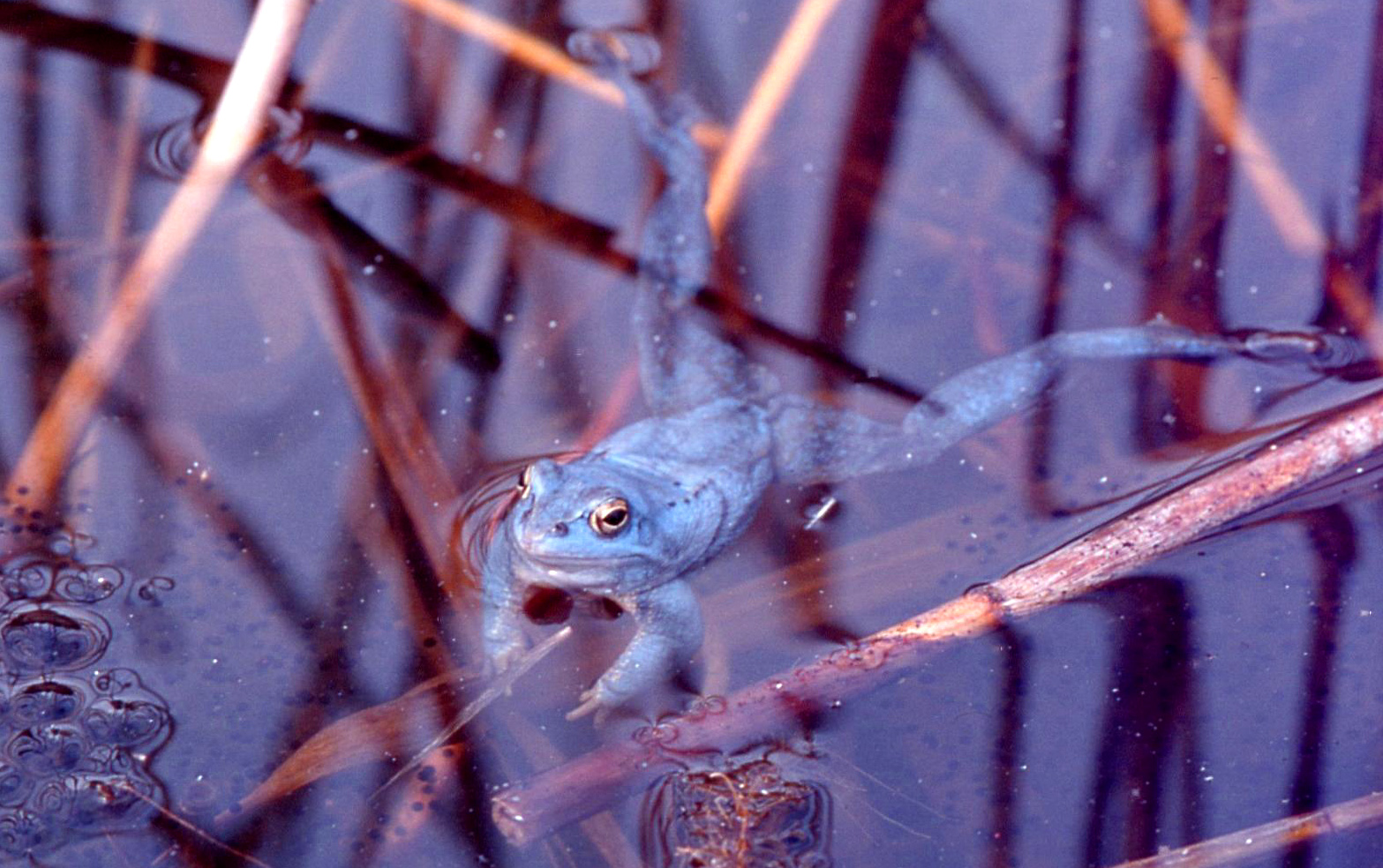
Espécimen macho.

La rana campestre (Rana arvalis) es una especie de anfibio anuro de la familia Ranidae.

## Distribución geográfica
Es originaria de Europa y Asia. 